# Federação das Organizações Sindicalistas Revolucionárias do Brasil
A Federação das Organizações Sindicalistas Revolucionárias do Brasil (FOB), anteriormente Fórum de Oposições pela Base, é uma organização sindicalista revolucionária brasileira fundada em 2013. Participou da fundação da Confederação Internacional do Trabalho (CIT/ICL), que é uma reconstrução da Associação Internacional dos Trabalhadores histórica, junto a outras organizações sindicalistas revolucionárias e anarcosindicalistas de outros países. Participam da FOB organizações populares, sindicatos autônomos e organizações estudantis.

## Histórico e prática
A FOB tem sua origem atuando principalmente no movimento sindical, enquanto tendência interna na Conlutas, e no movimento estudantil, enquanto Rede Estudantil Classista e Combativa (RECC), em oposição à UNE e ANEL. Tem seu encontro de fundação em 2013, na ocasião do 1º ENOPES (Encontro Nacional de Oposições Populares, Estudantis e Sindicais).
No 2º ENOPES, em 2017, aprova uma transição organizativa no sentido de construir federações de sindicatos autônomos de base, organizações populares e estudantis. Tem como estratégia de ação o sindicalismo revolucionário e a greve geral. Dentre os princípios pregados, estão o classismo, a combatividade, o socialismo, a autonomia frente ao poder político e econômico, a ação direta como método de luta, a democracia direta federalista, o mutualismo, o internacionalismo, o antipatriarcalismo e o antirracismo.
Seus participantes são de variadas categorias de trabalhadores:
"Os membros da FOB trabalham amplamente no setor educacional. A agenda política da FOB inclui lutas mais amplas, como racismo, patriarcado, colonialismo e questões antifascistas em geral, incluindo empregadas domésticas, informais, vendedores ambulantes, pequenos agricultores, indígenas e assim por diante. Além disso, práticas anarquistas históricas também fazem parte dos repertórios políticos da FOB, como autogestão e ajuda mútua." (FALLEIROS; GALHERA; NICOLAU)
Em 2013, participou da Insurreição de 2013 no Brasil (também conhecida como Jornadas de Junho) e construiu junto a outros movimentos sociais, no Rio de Janeiro, a Frente Independente Popular (FIP), que foi um dos poucos grupos organizados capazes de realizar de forma mais efetiva uma campanha e organização de Protestos no Brasil contra a Copa do Mundo FIFA de 2014. A FIP sofreu uma grande criminalização midiática e violenta repressão.
Desde 2018, participa da construção da Confederação Internacional do Trabalho (CIT/ICL), que é uma reconstrução da Associação Internacional dos Trabalhadores histórica. Fizeram parte desta construção, já tendo sido aprovada em suas próprias bases, organizações como a Confederación Nacional del Trabajo (CNT) da Espanha, USI da Itália, FAU da Alemanha, Industrial Workers of the World (IWW) dos EUA e Canadá, ESE da Grécia, Federación Obrera Regional Argentina (FORA) da Argentina, IP da Polônia. Desde então, atua conjuntamente com organizações de outros países, como a campanha internacional, que foi bem sucedida em suas pautas, contra as demissões em massa de trabalhadores de uma fábrica de roupas na Índia durante a pandemia de COVID-19.
Durante a Pandemia de COVID-19 no Brasil, em 2020/2021, construiu uma campanha contra o bolsonarismo e atuou no apoio a ocupações de moradia, como a Ocupação Menino Benjamin Filho, no Rio de Janeiro, e a Ocupação Carlos Marighella, no Ceará. Atuou também junto aos povos índigenas, construído ações de solidariedade.